# 1974年フランスグランプリ
1974年フランスグランプリ（1974ねんフランスグランプリ、英: 1974 French Grand Prix）は、1974年のF1世界選手権の第9戦として、1974年7月7日にディジョン・プレノワ・サーキットで開催された自動車レース（フランスグランプリ）。

## 概要
80周で行われたレースは、ロータスのロニー・ピーターソンが優勝した。フェラーリのニキ・ラウダが2位、チームメイトのクレイ・レガツォーニが3位となった。

## 背景
フランスグランプリはこの年、ディジョン郊外にあるディジョン・プレノワ・サーキットに移された。このサーキットのコース距離は3.289kmと短く、ピットやパドックもかなり狭かった。前年の4月に初の国際レースとなる世界メーカー選手権が行われたが、最速ラップが1分を切るほどのコース長の短さに対する不満が多く出ていた。

## エントリー
（特記のない出典：）
本GPは30台がエントリーされた。
サーティースを解雇されたカルロス・パーチェはゴールディ・ヘキサゴン・レーシングにシートを確保し、ジョン・ワトソンとともにブラバム・BT42を走らせる。スクーデリア・フィノットは地元出身のジェラール・ラルースとともに復帰し、ブラバム・BT42を走らせる。
サーティースはパーチェの後任として、F2で同チームに所属する地元出身のジョセ・ドレムを起用する。AAW・レーシングチームはレオ・キヌーネンとともに復帰し、サーティース・TS16を走らせる。
ウィリアムズ（イソ・マールボロ）はセカンドドライバーとして、地元出身のジャン＝ピエール・ジャブイーユをスポット起用する。
トークンは地元出身のジャック・ラフィットとともに復帰する予定だったが実現しなかった。
BRMは新車P201をまだ2台しか用意できず、本GPはアンリ・ペスカロロがP201、フランソワ・ミゴールがP160Eを走らせる。

### エントリーリスト
| チーム                                             | No. | ドライバー                     | コンストラクター | シャシー  | エンジン                   | タイヤ |
| -------------------------------------------------- | --- | ------------------------------ | ---------------- | --------- | -------------------------- | ------ |
| ジョン・プレイヤー・チーム・ロータス               | 1   | ロニー・ピーターソン           | ロータス         | 72E       | フォード DFV 3.0L V8       | G      |
| ジョン・プレイヤー・チーム・ロータス               | 2   | ジャッキー・イクス             | ロータス         | 72E       | フォード DFV 3.0L V8       | G      |
| エルフ・チーム・ティレル                           | 3   | ジョディー・シェクター         | ティレル         | 007       | フォード DFV 3.0L V8       | G      |
| エルフ・チーム・ティレル                           | 4   | パトリック・デパイユ           | ティレル         | 007 006 1 | フォード DFV 3.0L V8       | G      |
| マールボロ・チーム・テキサコ                       | 5   | エマーソン・フィッティパルディ | マクラーレン     | M23       | フォード DFV 3.0L V8       | G      |
| マールボロ・チーム・テキサコ                       | 6   | デニス・ハルム                 | マクラーレン     | M23       | フォード DFV 3.0L V8       | G      |
| ヤードレー・チーム・マクラーレン                   | 33  | マイク・ヘイルウッド           | マクラーレン     | M23       | フォード DFV 3.0L V8       | G      |
| モーターレーシング・ディベロップメンツ・リミテッド | 7   | カルロス・ロイテマン           | ブラバム         | BT44      | フォード DFV 3.0L V8       | G      |
| モーターレーシング・ディベロップメンツ・リミテッド | 8   | リッキー・フォン・オペル       | ブラバム         | BT44      | フォード DFV 3.0L V8       | G      |
| マーチ・エンジニアリング                           | 9   | ハンス＝ヨアヒム・スタック     | マーチ           | 741       | フォード DFV 3.0L V8       | G      |
| マーチ・エンジニアリング                           | 10  | ヴィットリオ・ブランビラ       | マーチ           | 741       | フォード DFV 3.0L V8       | G      |
| スクーデリア・フェラーリ SpA SEFAC                 | 11  | クレイ・レガツォーニ           | フェラーリ       | 312B3-74  | フェラーリ 001/11 3.0L F12 | G      |
| スクーデリア・フェラーリ SpA SEFAC                 | 12  | ニキ・ラウダ                   | フェラーリ       | 312B3-74  | フェラーリ 001/11 3.0L F12 | G      |
| チーム・モチュール・BRM                            | 14  | ジャン＝ピエール・ベルトワーズ | BRM              | P201      | BRM P200 3.0L V12          | F      |
| チーム・モチュール・BRM                            | 15  | アンリ・ペスカロロ             | BRM              | P201      | BRM P200 3.0L V12          | F      |
| チーム・モチュール・BRM                            | 37  | フランソワ・ミゴール           | BRM              | P160E     | BRM P142 3.0L V12          | F      |
| UOP・シャドウ・レーシングチーム                    | 16  | トム・プライス                 | シャドウ         | DN3       | フォード DFV 3.0L V8       | G      |
| UOP・シャドウ・レーシングチーム                    | 17  | ジャン＝ピエール・ジャリエ     | シャドウ         | DN3       | フォード DFV 3.0L V8       | G      |
| バング&オルフセン・チーム・サーティース            | 18  | ジョセ・ドレム                 | サーティース     | TS16      | フォード DFV 3.0L V8       | F      |
| バング&オルフセン・チーム・サーティース            | 19  | ヨッヘン・マス                 | サーティース     | TS16      | フォード DFV 3.0L V8       | F      |
| フランク・ウィリアムズ・レーシングカーズ           | 20  | アルトゥーロ・メルツァリオ     | イソ・マールボロ | FW        | フォード DFV 3.0L V8       | F      |
| フランク・ウィリアムズ・レーシングカーズ           | 21  | ジャン＝ピエール・ジャブイーユ | イソ・マールボロ | FW        | フォード DFV 3.0L V8       | F      |
| チーム・エンサイン                                 | 22  | ヴァーン・シュパン             | エンサイン       | N174      | フォード DFV 3.0L V8       | F      |
| AAW・レーシングチーム                              | 23  | レオ・キヌーネン               | サーティース     | TS16      | フォード DFV 3.0L V8       | F      |
| ヘスケス・レーシング                               | 24  | ジェームス・ハント             | ヘスケス         | 308       | フォード DFV 3.0L V8       | F      |
| エンバシー・レーシング・ウィズ・グラハム・ヒル     | 26  | グラハム・ヒル                 | ローラ           | T370      | フォード DFV 3.0L V8       | F      |
| エンバシー・レーシング・ウィズ・グラハム・ヒル     | 27  | ガイ・エドワーズ               | ローラ           | T370      | フォード DFV 3.0L V8       | F      |
| ジョン・ゴールディ・レーシング・ウィズ・ヘキサゴン | 28  | ジョン・ワトソン               | ブラバム         | BT42      | フォード DFV 3.0L V8       | F      |
| ジョン・ゴールディ・レーシング・ウィズ・ヘキサゴン | 34  | カルロス・パーチェ             | ブラバム         | BT42      | フォード DFV 3.0L V8       | F      |
| トークン・レーシング                               | 42  | ジャック・ラフィット 2         | トークン         | RJ02      | フォード DFV 3.0L V8       | F      |
| スクーデリア・フィノット                           | 43  | ジェラール・ラルース           | ブラバム         | BT42      | フォード DFV 3.0L V8       | F      |
| 出典:                                              |     |                                |                  |           |                            |        |

追記
- ^1 - デパイユはプラクティス中に007をクラッシュさせたため、決勝は006を使用した[3]
- ^2 - エントリーのみ

## 予選
30台がプラクティスに参加したが、前述した通りコース長の短さとピットやパドックの狭さもあり、ブラバムのオーナーを務めるバーニー・エクレストンらが率いるF1コンストラクター協会（FOCA）が主催者に決勝の出走台数を22台に制限するように要請した。FOCAの要請は通り、予選落ちとなった小規模チームの怒りを買った。
ポールポジションを獲得したニキ・ラウダのタイムはF1史上初めて1分を切る58秒79であり、バーレーン・インターナショナル・サーキットのアウター・トラックで開催された2020年サヒールグランプリでバルテリ・ボッタスが53秒377を記録するまで46年間最速タイムであった。ラウダとともにフロントローに並ぶのはロニー・ピーターソンで、新人トム・プライスが3番手に食い込む大健闘を見せた。以下、12番手のジャン＝ピエール・ジャリエまで1分を切るタイムを記録した。
パトリック・デパイユはプラクティス初日にティレル・007をクラッシュにより大破させてしまい、決勝は旧型006を使わざるを得なくなった。

### 予選結果
| 順位  | No. | ドライバー                     | コンストラクター          | タイム    | 差    | Grid |
| ----- | --- | ------------------------------ | ------------------------- | --------- | ----- | ---- |
| 1     | 12  | ニキ・ラウダ                   | フェラーリ                | 0:58.79   | -     | 1    |
| 2     | 1   | ロニー・ピーターソン           | ロータス-フォード         | 0:59.08   | +0.29 | 2    |
| 3     | 16  | トム・プライス                 | シャドウ-フォード         | 0:59.11   | +0.32 | 3    |
| 4     | 11  | クレイ・レガツォーニ           | フェラーリ                | 0:59.13   | +0.34 | 4    |
| 5     | 5   | エマーソン・フィッティパルディ | マクラーレン-フォード     | 0:59.20   | +0.41 | 5    |
| 6     | 33  | マイク・ヘイルウッド           | マクラーレン-フォード     | 0:59.22   | +0.43 | 6    |
| 7     | 3   | ジョディー・シェクター         | ティレル-フォード         | 0:59.32   | +0.53 | 7    |
| 8     | 7   | カルロス・ロイテマン           | ブラバム-フォード         | 0:59.36   | +0.57 | 8    |
| 9     | 4   | パトリック・デパイユ           | ティレル-フォード         | 0:59.43 1 | +0.64 | 9    |
| 10    | 24  | ジェームス・ハント             | ヘスケス-フォード         | 0:59.51   | +0.72 | 10   |
| 11    | 6   | デニス・ハルム                 | マクラーレン-フォード     | 0:59.54   | +0.75 | 11   |
| 12    | 17  | ジャン＝ピエール・ジャリエ     | シャドウ-フォード         | 0:59.59   | +0.80 | 12   |
| 13    | 2   | ジャッキー・イクス             | ロータス-フォード         | 1:00.00   | +1.21 | 13   |
| 14    | 28  | ジョン・ワトソン               | ブラバム-フォード         | 1:00.02   | +1.23 | 14   |
| 15    | 20  | アルトゥーロ・メルツァリオ     | イソ・マールボロ-フォード | 1:00.16   | +1.37 | 15   |
| 16    | 10  | ヴィットリオ・ブランビラ       | マーチ-フォード           | 1:00.26   | +1.47 | 16   |
| 17    | 14  | ジャン＝ピエール・ベルトワーズ | BRM                       | 1:00.36   | +1.57 | 17   |
| 18    | 19  | ヨッヘン・マス                 | サーティース-フォード     | 1:00.48   | +1.69 | 18   |
| 19    | 15  | アンリ・ペスカロロ             | BRM                       | 1:00.67   | +1.88 | 19   |
| 20    | 27  | ガイ・エドワーズ               | ローラ-フォード           | 1:00.68   | +1.89 | 20   |
| 21    | 26  | グラハム・ヒル                 | ローラ-フォード           | 1:00.73   | +1.94 | 21   |
| 22    | 37  | フランソワ・ミゴール           | BRM                       | 1:00.86   | +2.07 | 22   |
| 23    | 22  | ヴァーン・シュパン             | エンサイン-フォード       | 1:01.24   | +2.45 | DNQ  |
| 24    | 34  | カルロス・パーチェ             | ブラバム-フォード         | 1:01.35   | +2.56 | DNQ  |
| 25    | 21  | ジャン＝ピエール・ジャブイーユ | イソ・マールボロ-フォード | 1:01.52   | +2.73 | DNQ  |
| 26    | 9   | ハンス＝ヨアヒム・スタック     | マーチ-フォード           | 1:01.60   | +2.81 | DNQ  |
| 27    | 18  | ジョセ・ドレム                 | サーティース-フォード     | 1:01.70   | +2.91 | DNQ  |
| 28    | 8   | リッキー・フォン・オペル       | ブラバム-フォード         | 1:01.79   | +3.00 | DNQ  |
| 29    | 23  | レオ・キヌーネン               | サーティース-フォード     | 1:03.15   | +4.36 | DNQ  |
| 30    | 43  | ジェラール・ラルース           | ブラバム-フォード         | 1:03.27   | +4.48 | DNQ  |
| 出典: |     |                                |                           |           |       |      |

追記
- スターティンググリッドは22台に制限
- ^1 - デパイユのタイムはティレル・007で記録された[1]

## 決勝
（特記のない出典：）
決勝当日は好天に恵まれた。
レース前にフランス自動車クラブ (ACF) の創立80周年を記念して、クラシックカーのパレードランが行われた。デニス・ハルムは1967年にチャンピオンを獲得したブラバムのマシンに当時のレーシングスーツやヘルメットを装着して乗り込んだ。
トム・プライスがスタートを失敗し、真後ろにいたエマーソン・フィッティパルディがコントロールを失い、4列目から飛び出したカルロス・ロイテマンはフィッティパルディと絡み、ジェームス・ハントのヘスケス・308の上に乗り上がり、ハントのマシンは足回りが破壊されたためそのままリタイアするしかなかった。
2位のロニー・ピーターソンは首位のニキ・ラウダにピタリとつきながら走行を続けたが、3位のクレイ・レガツォーニは両者の速さについていけない。ピーターソンは17周目にラウダのちょっとしたミスを見逃さず首位に躍り出た。ラウダは首位の座を奪い返そうとしたが、フロントサスペンションに異様なバイブレーションが出てしまう。チームメイトのレガツォーニにも同様の問題が発生し、ピーターソンはラウダとの差を広げていく。レガツォーニの後ろに迫っていたフィッティパルディはオーバーテイクを仕掛けるが、エンジンから白煙が上がり、1周もしないうちにストップしてしまい、6戦連続のポイント獲得はならなかった。
レース中盤の40周目以降、ピーターソン、ラウダ、レガツォーニ、ジョディー・シェクター、ジャッキー・イクス、ハルムの上位勢の順位に変動がないままフィニッシュし、ピーターソンが2位のラウダに20秒の大差を付け、今季2勝目を挙げた。ピーターソンのレースタイム（1時間21分55秒02）とシェクターが記録したファステストラップ（1分00秒00）は最短レコードであった。
ラウダは勝利を逃したもののポイントを36点とし、リタイアしたフィッティパルディ（31点）を抜いてドライバーズチャンピオン争いの首位に立ち、レガツォーニも32点となりフィッティパルディを抜いて2位に浮上し、フェラーリ勢が上位を独占した。コンストラクターズチャンピオン争いも45点のフェラーリが43点のマクラーレンを2点上回り首位に立った。

### レース結果
| 順位                                                           | No. | ドライバー                     | コンストラクター          | 周回数 | タイム/リタイア原因 | Grid | Pts. |
| -------------------------------------------------------------- | --- | ------------------------------ | ------------------------- | ------ | ------------------- | ---- | ---- |
| 1                                                              | 1   | ロニー・ピーターソン           | ロータス-フォード         | 80     | 1:21:55.02          | 2    | 9    |
| 2                                                              | 12  | ニキ・ラウダ                   | フェラーリ                | 80     | +20.36              | 1    | 6    |
| 3                                                              | 11  | クレイ・レガツォーニ           | フェラーリ                | 80     | +27.84              | 4    | 4    |
| 4                                                              | 3   | ジョディー・シェクター         | ティレル-フォード         | 80     | +28.11              | 7    | 3    |
| 5                                                              | 2   | ジャッキー・イクス             | ロータス-フォード         | 80     | +37.54              | 13   | 2    |
| 6                                                              | 6   | デニス・ハルム                 | マクラーレン-フォード     | 80     | +38.14              | 11   | 1    |
| 7                                                              | 33  | マイク・ヘイルウッド           | マクラーレン-フォード     | 79     | +1 Lap              | 6    |      |
| 8                                                              | 4   | パトリック・デパイユ           | ティレル-フォード         | 79     | +1 Lap              | 9    |      |
| 9                                                              | 20  | アルトゥーロ・メルツァリオ     | イソ・マールボロ-フォード | 79     | +1 Lap              | 15   |      |
| 10                                                             | 14  | ジャン＝ピエール・ベルトワーズ | BRM                       | 79     | +1 Lap              | 17   |      |
| 11                                                             | 10  | ヴィットリオ・ブランビラ       | マーチ-フォード           | 79     | +1 Lap              | 16   |      |
| 12                                                             | 17  | ジャン＝ピエール・ジャリエ     | シャドウ-フォード         | 79     | +1 Lap              | 12   |      |
| 13                                                             | 26  | グラハム・ヒル                 | ローラ-フォード           | 78     | +2 Laps             | 21   |      |
| 14                                                             | 37  | フランソワ・ミゴール           | BRM                       | 78     | +2 Laps             | 22   |      |
| 15                                                             | 27  | ガイ・エドワーズ               | ローラ-フォード           | 77     | +3 Laps             | 20   |      |
| 16                                                             | 28  | ジョン・ワトソン               | ブラバム-フォード         | 76     | +4 Laps             | 14   |      |
| Ret                                                            | 5   | エマーソン・フィッティパルディ | マクラーレン-フォード     | 27     | エンジン            | 5    |      |
| Ret                                                            | 7   | カルロス・ロイテマン           | ブラバム-フォード         | 24     | ハンドリング        | 8    |      |
| Ret                                                            | 19  | ヨッヘン・マス                 | サーティース-フォード     | 4      | クラッチ            | 18   |      |
| Ret                                                            | 16  | トム・プライス                 | シャドウ-フォード         | 1      | 接触                | 3    |      |
| Ret                                                            | 15  | アンリ・ペスカロロ             | BRM                       | 1      | クラッチ            | 19   |      |
| Ret                                                            | 24  | ジェームス・ハント             | ヘスケス-フォード         | 0      | 接触                | 10   |      |
| DNQ                                                            | 22  | ヴァーン・シュパン             | エンサイン-フォード       |        | 予選不通過          |      |      |
| DNQ                                                            | 8   | リッキー・フォン・オペル       | ブラバム-フォード         |        | 予選不通過          |      |      |
| DNQ                                                            | 34  | カルロス・パーチェ             | ブラバム-フォード         |        | 予選不通過          |      |      |
| DNQ                                                            | 21  | ジャン＝ピエール・ジャブイーユ | イソ・マールボロ-フォード |        | 予選不通過          |      |      |
| DNQ                                                            | 9   | ハンス＝ヨアヒム・スタック     | マーチ-フォード           |        | 予選不通過          |      |      |
| DNQ                                                            | 18  | ジョセ・ドレム                 | サーティース-フォード     |        | 予選不通過          |      |      |
| DNQ                                                            | 23  | レオ・キヌーネン               | サーティース-フォード     |        | 予選不通過          |      |      |
| DNQ                                                            | 43  | ジェラール・ラルース           | ブラバム-フォード         |        | 予選不通過          |      |      |
| 優勝スピード（勝者ピーターソンの平均速度）：192.722 km/h       |     |                                |                           |        |                     |      |      |
| ファステストラップ：ジョディー・シェクター - 1:00.00（10周目） |     |                                |                           |        |                     |      |      |
| 出典:                                                          |     |                                |                           |        |                     |      |      |

| ドライバー           | 周回数 | リードラップ |
| -------------------- | ------ | ------------ |
| ニキ・ラウダ         | 16周   | 1-16         |
| ロニー・ピーターソン | 64周   | 17-80        |
| 出典:                |        |              |

- 太字は最多ラップリーダー

## 主な記録

### ドライバー
- 初ファステストラップ：ジョディー・シェクター[W 5] - 南アフリカ人ドライバーとしても初[W 11][注 2]。
- 初参戦：ジョセ・ドレム（英語版）[W 12]、ジャン＝ピエール・ジャブイーユ[W 13] - ともに予選不通過のため、F1デビュー戦とはならなかった。
- 最終参戦：リッキー・フォン・オペル[W 14]、ジェラール・ラルース[W 15] - ともに予選不通過のため、F1最終出走ではない。なお、フォン・オペルはリヒテンシュタイン人ドライバーとしても最後のF1参戦となった[W 16]。
- ヨッヘン・マスが出走したことにより、ドイツ人ドライバー[注 3]が100戦目の出走を果たした[W 17]。ドイツ人ドライバーは本GPまで2勝（全てヴォルフガング・フォン・トリップスによる）[W 18]、表彰台10回（フォン・トリップス6回、カール・クリング2回、ハンス・ヘルマンとロルフ・シュトメレンが1回）[W 19]、ポールポジション1回（フォン・トリップス）[W 20]、ファステストラップ2回（ヘルマンとクリング）[W 21]を記録している。

## 第9戦終了時点のランキング
|       | 順位 | ドライバー                     | ポイント |
| ----- | ---- | ------------------------------ | -------- |
| 1     | 1    | ニキ・ラウダ                   | 36       |
| 1     | 2    | クレイ・レガツォーニ           | 32       |
| 2     | 3    | エマーソン・フィッティパルディ | 31       |
|       | 4    | ジョディー・シェクター         | 26       |
| 3     | 5    | ロニー・ピーターソン           | 19       |
| 出典: |      |                                |          |

|       | 順位 | コンストラクター      | ポイント |
| ----- | ---- | --------------------- | -------- |
| 1     | 1    | フェラーリ            | 45       |
| 1     | 2    | マクラーレン-フォード | 43 (45)  |
|       | 3    | ティレル-フォード     | 30       |
|       | 4    | ロータス-フォード     | 22       |
|       | 5    | ブラバム-フォード     | 10       |
| 出典: |      |                       |          |

- 注: トップ5のみ表示。有効ポイントは前半8戦のうちベスト7戦と後半7戦のうちベスト6戦の合計。ポイントは有効ポイント、括弧内は総獲得ポイント。